# 2,2-Dimethylhexan
2,2-Dimethylhexan ist eine chemische Verbindung aus der Gruppe der Alkane, genauer der Octane.

## Gewinnung und Darstellung
2,2-Dimethylhexan kann durch Reaktion von 1-Buten mit Isobutan gewonnen werden.

## Eigenschaften
2,2-Dimethylhexan ist eine leicht entzündbare, leicht flüchtige, farblose Flüssigkeit, die praktisch unlöslich in Wasser ist.

## Sicherheitshinweise
Die Dämpfe von 2,2-Dimethylhexan können mit Luft ein explosionsfähiges Gemisch bilden. Die Verbindung hat einen Flammpunkt bei −3 °C. Der Explosionsbereich liegt zwischen 0,8 Vol.‑% (40 g/m3) als untere Explosionsgrenze (UEG) und 6,5 Vol.‑% (310 g/m3) als obere Explosionsgrenze (OEG).